# Kvanak-ku
Kvanak-ku (hangul:  관악구, handzsa:  冠岳區, RR: Gwanak-gu) Szöul 25 kerületének egyike. Itt található a Kvanakszan (Gwanaksan) hegy, a Szöuli Nemzeti Egyetem, a Szöuli Szépművészeti Múzeum és a Nakszongde (Nakseongdae) park.

## Tongok(Dongok)
| Tongok (Dongok)                        | Adminisztratív tongok (dongok) | Hangul | Handzsa |
| -------------------------------------- | ------------------------------ | ------ | ------- |
| Sillim (신림동, 新林洞)                | Szovon (Seowon)                | 서원   | 書院    |
| Sillim (신림동, 新林洞)                | Sinvon (Sinwon)                | 신원   | 新源    |
| Sillim (신림동, 新林洞)                | Szorim (Seorim)                | 서림   | 西林    |
| Sillim (신림동, 新林洞)                | Nangok                         | 난곡   | 蘭谷    |
| Sillim (신림동, 新林洞)                | Sinsza (Sinsa)                 | 신사   | 新士    |
| Sillim (신림동, 新林洞)                | Sillim                         | 신림   | 新林    |
| Sillim (신림동, 新林洞)                | Szamszong (Samseong)           | 삼성   | 三聖    |
| Sillim (신림동, 新林洞)                | Nanhjang (Nanhyang)            | 난향   | 蘭香    |
| Sillim (신림동, 新林洞)                | Csovon (Jowon)                 | 조원   | 棗園    |
| Sillim (신림동, 新林洞)                | Tehak (Daehak)                 | 대학   | 大學    |
| Sillim (신림동, 新林洞)                | Miszong (Miseong)              | 미성   | 美星    |
| Pongcshon (Bongcheon) (봉천동, 奉天洞) | Uncshon (Euncheon)             | 은천   | 殷川    |
| Pongcshon (Bongcheon) (봉천동, 奉天洞) | Szonghjon (Seonghyeon)         | 성현   | 成賢    |
| Pongcshon (Bongcheon) (봉천동, 奉天洞) | Cshongnjong (Cheongnyong )     | 청룡   | 靑龍    |
| Pongcshon (Bongcheon) (봉천동, 奉天洞) | Porame (Boramae)               | 보라매 | nincs   |
| Pongcshon (Bongcheon) (봉천동, 奉天洞) | Cshongnim (Cheongnim )         | 청림   | 靑林    |
| Pongcshon (Bongcheon) (봉천동, 奉天洞) | Hengun (Haengun)               | 행운   | 幸運    |
| Pongcshon (Bongcheon) (봉천동, 奉天洞) | Nakszongde (Nakseongdae)       | 낙성대 | 落星垈  |
| Pongcshon (Bongcheon) (봉천동, 奉天洞) | Csungang (Jungang)             | 중앙   | 中央    |
| Pongcshon (Bongcheon) (봉천동, 奉天洞) | Inhon (Inheon)                 | 인헌   | 仁憲    |
| Namhjon (Namhyeon)                     | Namhjon (Namhyeon)             | 남현   | 南峴    |